# 朱亭镇
朱亭镇，是中华人民共和国湖南省株洲市渌口区下辖的一个乡镇级行政单位。

## 歷史沿革
朱亭鎮原名「一葦渡」。宋孝宗乾道年間，朱熹和張栻同遊南嶽衡山路過此地，在結葦亭講學，後人以此為紀念，遂命名為「朱亭」。
原属湘潭县。1959年划入株洲市郊区，1961年为黄龙公社，1965年划归株洲县。1968年为向阳公社、朱亭公社。1969年朱亭公社改朱亭镇。1972年向阳公社改为黄龙公社，1984年改黄龙乡。1997年，朱亭镇与黄龙乡合设立黄龙镇。2002年黄龙镇更名为朱亭镇。

## 行政区划
朱亭镇下辖以下地区：
港街社区、新街社区、车站社区、小花村、政花村、凤凰村、塘改村、黄龙村、龙形村、高伏村、黄洲村、天长坪村、杉桥村、石圳村、塘源村、双江村、朱家垅村、马桥村、兴隆村、红旗村、九丘坳村、春石村、高升村、水口村和排楼村。

## 交通
- 京广铁路：朱亭站